# Bezirk Tolmein

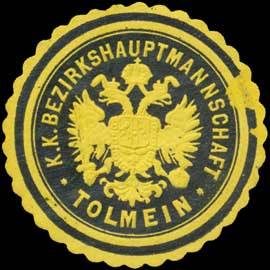
Bezirkshauptmannschaft Tolmein – Siegelmarke

Der Bezirk Tolmein (slowenisch Tolmin, italienisch Tolmino) war ein Politischer Bezirk in der Gefürsteten Grafschaft Görz und Gradisca. Die Bezirkshauptmannschaft saß in Tolmein. Der Bezirk umfasste Gebiete in der heutigen slowenischen Region Goriška an der Staatsgrenze zu Italien. Das Gebiet war nach dem Ersten Weltkrieg Teil Italiens und gelangte nach dem Zweiten Weltkrieg an Jugoslawien.

## Geschichte
Die modernen, politischen Bezirke der Habsburgermonarchie wurden um das Jahr 1868 im Zuge der Trennung der politischen von der judikativen Verwaltung geschaffen.
Der Bezirk Tolmein wurde 1868 aus Gerichtsbezirken Kirchheim, Flitsch und Tolmein gebildet.
1869 hatten 37.591 Personen im Bezirk gelebt, 1880 beherbergte der Bezirk 36.459 Einwohner. Bis 1890 stieg die Einwohnerzahl nur geringfügig auf 37.002 Menschen an.
Die Bildung des Gerichtsbezirks Karfreit wurde erst 1895 beschlossen und per 1. Jänner 1900 umgesetzt. Für die Errichtung des Gerichtsbezirks wurden Gemeinden des Gerichtsbezirks Tolmein sowie eine Gemeinde Gerichtsbezirks Flitsch als Gerichtsbezirk Karfreit zusammengeschlossen.
Der Bezirk Tolmein umfasste 1910 eine Fläche von 1040,61 km² und beherbergte eine Bevölkerung von 38.239 Personen, davon hatten 37.889 Slowenisch als Umgangssprache angegeben, weiters lebten im Bezirk 122 Deutschsprachige, 29 Italienischsprachige und 199 Anderssprachige oder Staatsfremde. Zum Bezirk gehörten vier Gerichtsbezirke mit insgesamt 24 Gemeinden.